# 金融先物取引所
金融先物取引所（きんゆうさきものとりひきじょ)は、旧金融先物取引法に基づいて金融先物取引を行うための取引所である。現在では、金融商品取引法の施行により、金融商品取引所に移行している（※金融商品取引所は、旧証券取引所も含まれる広い概念となっている）。
金融先物取引が効率的に行われるようにするため、需給を取引所に集中させ、流動性の向上と安定した価格形成を図ることがその主な役割である。
個人投資家が金融先物取引所で直接取引を行うことはできず、参加者である銀行、証券会社等の金融機関等を通じて取引を行わなければならない。

## 存在した金融先物取引所
- 東京金融取引所（TFX）：現在でも金融商品取引所として存続。

## 企業形態
金融先物取引所は、会員制法人又は株式会社でなければならないと金融先物取引法に規定されている。東京金融先物取引所は以前は会員制法人であったが、2004年4月に株式会社に組織変更している。

## 売買立会時間
金融先物取引所では売買立会い時間が定められており、東京金融先物取引所の場合、通常は午前9時から午後6時まで行われる（外国為替証拠金取引を除く）。その内午前9時から11時30分、午後0時30分から3時30分を「日中取引」、午後3時30分から6時を「夜間取引」と称している。なお、証券取引所と異なり、大発会と、大納会の開催日も午前中で取引が終了することはない。
また、重要な経済指標の公表日等は、日中取引の開始時刻が繰り上がり、日本銀行等が金融先物市場に影響を与える発表を行う場合には、取引時間が臨時延長されることがある。

### 休業日
現在は毎週土曜日・日曜日・祝日・12月31日～1月3日は為替証拠金取引市場を除き、休場となっている。